# Qingshanqiao (Ningxiang)
 (mai 2019).
Pour les articles homonymes, voir Qingshanqiao.
Qingshanqiao (chinois simplifié : 青山桥镇 ; chinois traditionnel : 青山橋鎮 ; pinyin : Qīngshānqiáo) est un bourg (division administrative) du Xian de Ningxiang situé dans la province du Hunan, Chine. 

## Situation
Le bourg de Qingshanqiao est situé sur les rives de la rivière Chu, à l'intersection des routes provinciales S209 et S311, borde Loudi à l'ouest, les cantons de Longtian et Shatian au nord, Liushahe à l'est et Xiangxiang au sud. Au recensement de 2010, sa population était de 52 000 habitants et sa superficie de 138 km2.

## Administration territoriale
Le bourg compose la communauté de Qingshanqiao (青山桥社区) et comprend 8 villages : Zhufeng (竹峰村), Shangliu (上流村), Shishiqiao (石狮桥村), Tianxin (田心村), Furong (芙蓉村), Tianping (田坪村), Xintian (心田村) et Huayuan (花园村).

## Géographie
Le réservoir Tianping (ou lac Qingshan, 青山湖) est la plus grande étendue d'eau et le deuxième plus grand réservoir de la ville-district de Niangxiang. La rivière Wei y prend sa source.
Le réservoir Huayuan (花园水库) est la deuxième plus grande étendue d'eau du bourg.
La rivière Chu, connue sous le nom de Liushahe (流沙河), est un affluent de la rivière Wei et traverse le bourg de Qingshanqiao.

## Économie
Le thé et le tabac constituent une part importante de l'économie locale.
Le mont Hongjia (洪家大山) et le mont Jianding (尖顶山) contiennent du manganèse. Le sous-sol du village de Xintian est riche en potassium et la montagne Furong constitue une grande réserve de granit.

## Éducation
Le bourg compte quatre écoles primaires : l’école centrale Qingshanqiao (青山桥中心学校), l’école Tianping (田坪完小), l’école Huayuan (花园完小) et l’école Xintian (心田完小), et deux écoles secondaires : les lycées Qingshanqiao (青山桥中学) et Xintian (心田中学).

## Transports

### Routes provinciales
Parmi les principales routes provinciales qui relient le bourg de Qingshanqiao au reste de la province du Hunan on trouve :
- la S209, qui traverse le village de Shangliu au sud jusqu'au bourg Hutian de la ville de Xiangxiang, et au nord en passant par le village de Qiaobei et le bourg de Liushahe ;
- la S311, qui traverse le village de Xintian et le village de Tianxinpu à l’est jusqu’à la ville de Xiangxiang, et à l’ouest en passant par le village de Youyuan et la ville de Lianyuan[2].

### Autoroutes
Qingshanqiao est traversé par l'autoroute Yilouheng, qui traverse la province du Hunan et mène à Loudi, Yiyang et Hengyang.
L'autoroute Changshaolou passe par le sud-est du bourg.

### Réseau ferré
La ligne de chemin de fer Luoyang–Zhanjiang qui relie la ville de Luoyang (province du Henan) à la ville de Zhanjiang (province du Guangdong), dessert la ville à la gare de Qingshanqiao.

## Religion

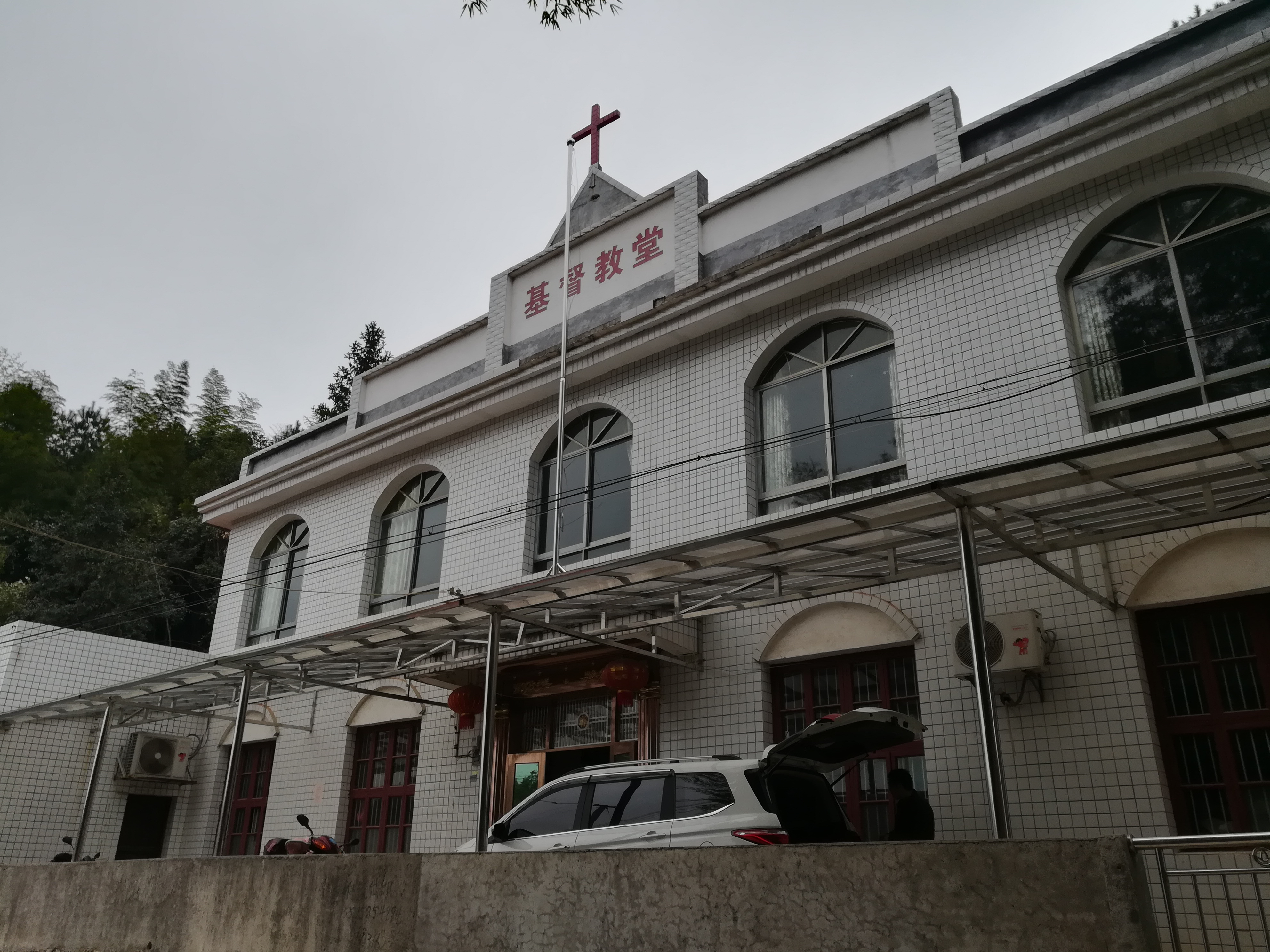
La Huayuan Christian Church.

Le temple Puji est le plus grand temple bouddhiste. Situé au sommet du mont Furong dans le village de Furong, il a été construit sous la dynastie Yuan (1271–1368). Il fut détruit et reconstruit à plusieurs reprises, sa dernière reconstruction remonte à 2013. Il est consacré principalement au Bouddha Qing'an mais également aux Trois Saints de l'Ouest et à Guan Yu.
Situé dans le village de Shangliu, le temple Shangliu est un autre temple bouddhiste, construit à la fin de la dynastie Qing (1644–1911) pour vénérer le bodhisattva Guanyin et l'empereur de jade.
La Huayuan Christian Church est une église chrétienne située dans un village du bourg, Huayuan.

## Personnalités liées au bourg
- Li Jialong (李甲龙), martyr révolutionnaire.
- Gong Xianlan (龚献兰), star[3][Qui ?].